# Jock Stein
John „Jock“ Stein (5. října 1922 Hamilton – 10. září 1985 Cardiff) byl skotský fotbalista (střední obránce) a fotbalový trenér.

## Hráčská kariéra
Začínal jako amatér v klubech Blantyre Victoria FC a Albion Rovers FC, od roku 1950 hrál Southern Football League za velšský Llanelli AFC a o rok později získal angažmá v glasgowském Celtiku. Vyhrál s ním v roce 1953 Korunovační pohár a v roce 1954 získal double. Byl také kapitánem mužstva.

## Trenérská kariéra
V roce 1957 z důvodu zranění ukončil hráčskou kariéru a začal trénovat rezervní tým Celtiku. V roce 1960 se stal trenérem Dunfermline Athletic FC, s nímž vyhrál v roce 1961 Scottish Cup. V roce 1965 se stal jako první protestant v historii hlavním trenérem Celtic FC – klub vedl do roku 1978, získal s ním deset ligových titulů, osm vítězství v poháru a šest vítězství v ligovém poháru, v roce 1967 se stal Celtic prvním britským týmem, který vyhrál Pohár mistrů. V roce 1970 dovedl Celtic do dalšího finále PMEZ, kde podlehl Feyenoordu, poté mu byl udělen Řád britského impéria. Po krátkém působení v anglickém prvoligovém týmu Leeds United FC převzal Stein v říjnu 1978 skotskou reprezentaci. Tým se pod jeho vedením zúčastnil mistrovství světa ve fotbale 1982, postoupil na mistrovství světa ve fotbale 1986 a vyhrál Rousův pohár v roce 1985.

## Smrt
Rozhodující zápas kvalifikace na MS 1986 se hrál 10. září 1985 na stadionu Ninian Park v Cardiffu. Skotové potřebovali s domácim Walesem alespoň remizovat, aby si zajistili postup do baráže. Ve vyhroceném zápase se domácí ujali vedení ve 13. minutě díky Marku Hughesovi, vyrovnání zařídil v 81. minutě z penalty Davie Cooper. Stein, který trpěl dlouhodobě problémy se srdcem, nervové vypětí neunesl, v závěru utkání zkolaboval a za půl hodiny na ošetřovně cardiffského stadiónu zemřel. Za příčinu úmrtí byl označen plicní edém.

## Pocty
Steinovým nástupcem u reprezentace se stal dosavadní asistent Alex Ferguson, který Steina vždy označoval za svůj trenérský vzor. V roce 2004 byl Jock Stein mezi prvními osobnostmi uvedenými do Síně slávy skotského fotbalu. V anketě časopisu World Soccer o nejlepšího fotbalového trenéra všech dob skončil na 29. místě. Na jeho počest se každoročně koná přátelský zápas mezi Celtikem a Albion Rovers, před stadiónem Celtic Park byla v roce 2011 odhalena jeho socha.